# Hypena obscura
Hypena obscura là một loài bướm đêm trong họ Erebidae.